# Maros megye
Maros megye (románul: Județul Mureș, németül: Bezirk Mieresch) Erdély központi részén helyezkedik el, a Maros folyó északkeletről délnyugat fele szeli át 180 km hosszan. A történelmi Erdély második legnagyobb és harmadik legnépesebb megyéje. Székhelye Marosvásárhely (145 943 lakos). Középső és keleti része Székelyföldhöz tartozik (Marosszék), Segesvár és környéke pedig az egykori Szászföld részét képezte. Az 1968-as megyerendezéssel hozták létre, a Maros–Magyar Autonóm Tartomány megszüntetésével, nagyrészt az egykori Maros-Torda vármegye területéből, kisebbrészt Nagy-Küküllő vármegye területének egy részéből.
Románia egyetlen olyan mai megyéje, amelyben a románok és magyarok aránya megközelítőleg azonos (1977-ben 49% és 44,3%, illetve 2002-ben 53,2% és 39,3%). Ugyanakkor a hivatalos adatok szerint a romániai megyék közül Maros megyében él a legnagyobb roma közösség (több mint 40 000 fő).

## Fekvése
Maros megye Románia középső-északi részén helyezkedik el, a történelmi Erdély közepén. Szélső pontjai: 46°05’ és 47°08’ északi szélesség, 23°58’ és 25°19’ keleti hosszúság. A megye észak-dél irányban kb. 120 km, nyugat-kelet irányban pedig 100 km. Maros megye területe 6714 km2, ami Románia területének 2,8%-a.

### Szomszédos megyék
Maros megye hét másik megyével szomszédos. Északon Suceava megye határolja 15 km hosszan, a megyehatár a Kelemen-havasok gerincén húzódik. Keletről 130 km hosszan Hargita megye határolja, a délkeleti részén egy rövid szakaszon (20 km) Brassó megyével határos. Déli szomszédja Szeben megye (80 km-en), délnyugatról Fehér (40 km-en), nyugatról Kolozs (60 km-en), északnyugatról Beszterce-Naszód megye.

### Domborzat
A Kelemen-havasok Maros megye legmagasabb domborzati egysége, a megye északi részén található, legmagasabb csúcsa a Pietrosz-csúcs (2102 m). Gerincén húzódik a határ Suceava megyével, amely egyúttal az Erdély és Bukovina közti határ is. Vulkanikus kőzetek (főként andezit) alkotja, a hegységben több vulkáni kráter maradványa is található. Ezek közül legnagyobb a meredek falakkal körülvett, körülbelül 10 km átmérőjű Kelemen-kaldera. A vulkanikus domborzat mellett a 2000 m feletti részeken glaciális domborzati formák is megtalálhatók. Délen a Felső-Maros-áttörés nevű szoros határolja.
A Görgényi-havasok északnyugati fele található Maros megyében (a többi része Hargita megyében van). A Maros megyei részt a Görgény folyó két részre osztja. Az északi részen található a Fancsal vulkáni maradvány, melynek legmagasabb hegyei a Fancsal-tető (1682 m), az Öreg-tető (1633 m) és a Kereszt-hegy (1515 m). A déli részen fekszik a Mezőhavas, egy nagy lepusztult rétegvulkán, legmagasabb csúcsai: Mező-havas (1777 m), Kis-Mező-havas (1733 m), Tatár-kő (1689 m).
A Mezőség a Maros folyótól északra levő dombos terület (csak egy része tartozik Maros megyéhez). A dombok általában 350-450 méter magasak, az 500 métert ritkán haladják meg. A tájra a szántóföldek, legelők, kaszálók jellemzőek, az erdős területek aránya az Erdélyi-medencében itt a legkisebb (15% alatt van). Földtani szempontból üledékes kőzetek építik fel (homokkő, konglomerátum, agyag, márga), Nagysármás környékén jelentős földgázlelőhelyek vannak. A térségben gyakoriak a földcsuszamlások.
A Marostól délre fekvő Küküllőmenti-dombvidék dél fele haladva fokozatosan magasodik, Segesvár környékén 700 méternél magasabb dombok is vannak. A Mezőségtől eltérően itt sokkal több erdő maradt meg. Itt haladnak északkelet-délnyugat irányban a Kis- és Nagy-Küküllő folyók. A Kis-Küküllő felső szakasza mentén terül el a Hargita megyébe is átnyúló Sóvidék, ahol a sósziklák sok helyen a felszínre kerülnek. (A só az Erdélyi-medencét borító tenger kiszáradása nyomán maradt vissza, és az utólag rárakódott kőzetrétegek nyomása következtében a medence szélein a felszínre tört.)

## Éghajlat
Az éghajlat mérsékelt szárazföldi, valamint a megye keleti részén függőleges övezetességű hegyvidéki. Az éves átlaghőmérséklet nyugaton 8-9°C, keleten 2-4°C. A legmelegebb hónap július (18-19 °C), a leghidegebb pedig január (-3 – -5 °C). A legalacsonyabb hőmérsékletet (-32 °C) 1942-ben mérték Marosvásárhelyen, a legmagasabbat (+40 °C) pedig 1952-ben Szabédon. Az éves csapadékmennyiség 550 mm körüli a Mezőségen és az 1000 mm-t is meghaladhatja a hegyvidéken. A napsütéses órák száma 1700-2100 évente.

## Vízrajz

### Folyók
A legfontosabb folyó a Maros, amely északkelet-délnyugat irányban 180 km hosszan szeli át a megyét. A megye teljes területe a Maros vízgyűjtő területéhez tartozik. Vízhozama a megyéből való kilépéskor 43 m³/s, de az 1975-ös árvíz alkalmával Marossárpataknál 1580 m³/s-ot is mértek. A Maros Csobotánynál lép be a megye területére (Hargita megyéből), majd nyugat fele áthalad a Felső-Maros-áttörés nevű 40 km hosszú szoroson a Kelemen- és Görgényi-havasok között. Dédánál ér ki az Erdélyi-medencébe, innen délnyugati irányba folyik egészen Nyárádtőig, miközben érinti Szászrégent és Marosvásárhelyt. Majd nyugat fele folyik Radnóton és Marosludason keresztül Maroskecéig, ahol átlép Fehér megye területére.
A Maros fontos mellékfolyói a Küküllők, völgyeik párhuzamosak a Maros völgyével. A Kis-Küküllő Szovátánál ér a megyébe, innen délnyugat fele folyik Erdőszentgyörgyig, majd nyugat fele Dicsőszentmártonig (itt átlagos vízhozama 9,7 m³/s). A Nagy-Küküllő rövidebb szakaszon érinti a megyét, Segesváron folyik keresztül (itt átlagos vízhozama 9,5 m³/s). A két Küküllő Fehér megye területén egyesül és a Marosba torkollik.
Más jelentősebb mellékfolyók, amelyek a megye területén ömlenek a Marosba: Lúc, Komlód, Mezőségi-patak (jobb oldali), Görgény, Nyárád (bal oldali).

### Tavak
Maros megyében több mesterséges tó található, ezek közül legnagyobbak a Bözödújfalusi-víztározó és a Ratosnyai-víztározó. A Mezőségen számos kisebb halastó van. Turisztikai szempontból igen jelentős a szovátai Medve-tó.

## Élővilág, természetvédelem

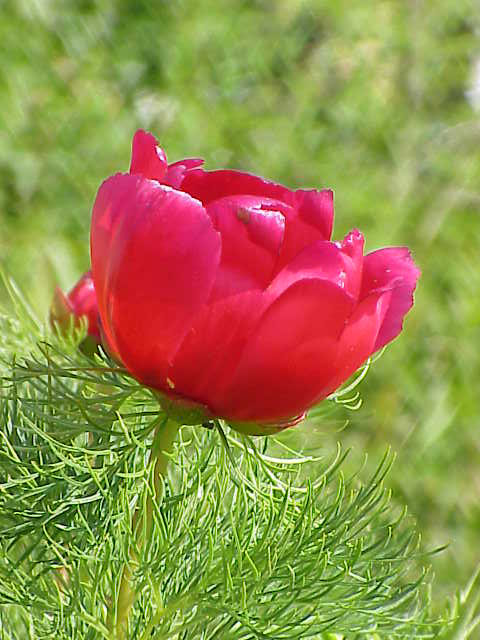
Keleti bazsarózsa (Paeonia tenuifolia)

Növényföldrajzi szempontból Maros megye a Carpaticum flóratartományba tartozik. A tengerszint feletti magasság szerint több növényzeti öv különíthető el. 500 m alatt a természetes növényzetet a gyertyános-tölgyes öv alkotja, itt előfordul még a cserfa, szil, hárs, kőris. 500 és 1000 m között, a dombságok magasabb és a hegységek alacsonyabb részein a bükkerdők öve húzódik. 1000 m-nél magasabban a tűlevelű erdők öve található (ez az erdőövezet legfelső szintje, túlnyomórészt lucfenyő alkotja), amely nagy kiterjedésű területeket borít. A hegyközi medencék körül (a hőmérsékleti inverzió miatt) és a hegyek északi lejtőin a fenyőerdők már 600 m magasan is megjelennek. A Kelemen-havasokban megtalálható az alpesi övezet is, jellemző növényei: közönséges boróka, fekete áfonya, havasi törpefenyő. A nagy növényzeti övezeteken kívül vannak sajátos növényzetű területek is (ilyenek például a vízpartok közelében az ártéri berkek). A megyében 205964 hektár erdő található(ez a megye területének 30,6%-a).
Maros megye területén jelenleg egy nemzeti park, a Kelemen-havasok Nemzeti Park található. Más védett területek: Mocsári erdő (Görgényoroszfalu), a görgényszentimrei kastély dendrológiai parkja, a Mezőzáh melletti vadbazsarózsa-rezervátum, a szovátai sóhegy.

## Népesség

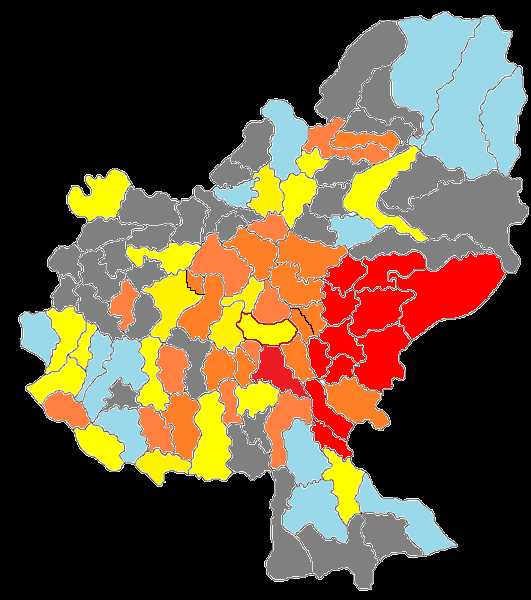
A magyar nemzetiségűek aránya Maros megyében a 2011-es népszámlálás adatai szerint. Piros = magyar többség 80% felett, narancssárga = magyar többség 50 – 79% között, citromsárga = magyar kisebbség 20% felett, kék = magyar kisebbség 10 – 20% között, szürke = magyar kisebbség 10% alatt.

Maros megye népességének változása (a megye mai területére számítva):
A megye lakossága az idők folyamán folyamatosan növekedett. 1992 és 2002 között egy 4,7%-os csökkenést lehetett érzékelni, ami valamivel magasabb volt a romániai országos átlag 4,1%-nál. Ennek oka többek között lehet a tragikus fekete március is, ami után igen sok magyar nemzetiségű állampolgár települt át Magyarországra.
Az utolsó, 2021-es népszámlálás során a megyének összesen 518 193 lakosa volt, illetve a népsűrűség 77,2 lakos/km² volt. 253 064 férfi és 265 129 nő lakossal rendelkezett. Maros megye összlakossága Románia lakosságának 2,71%-át tette ki.

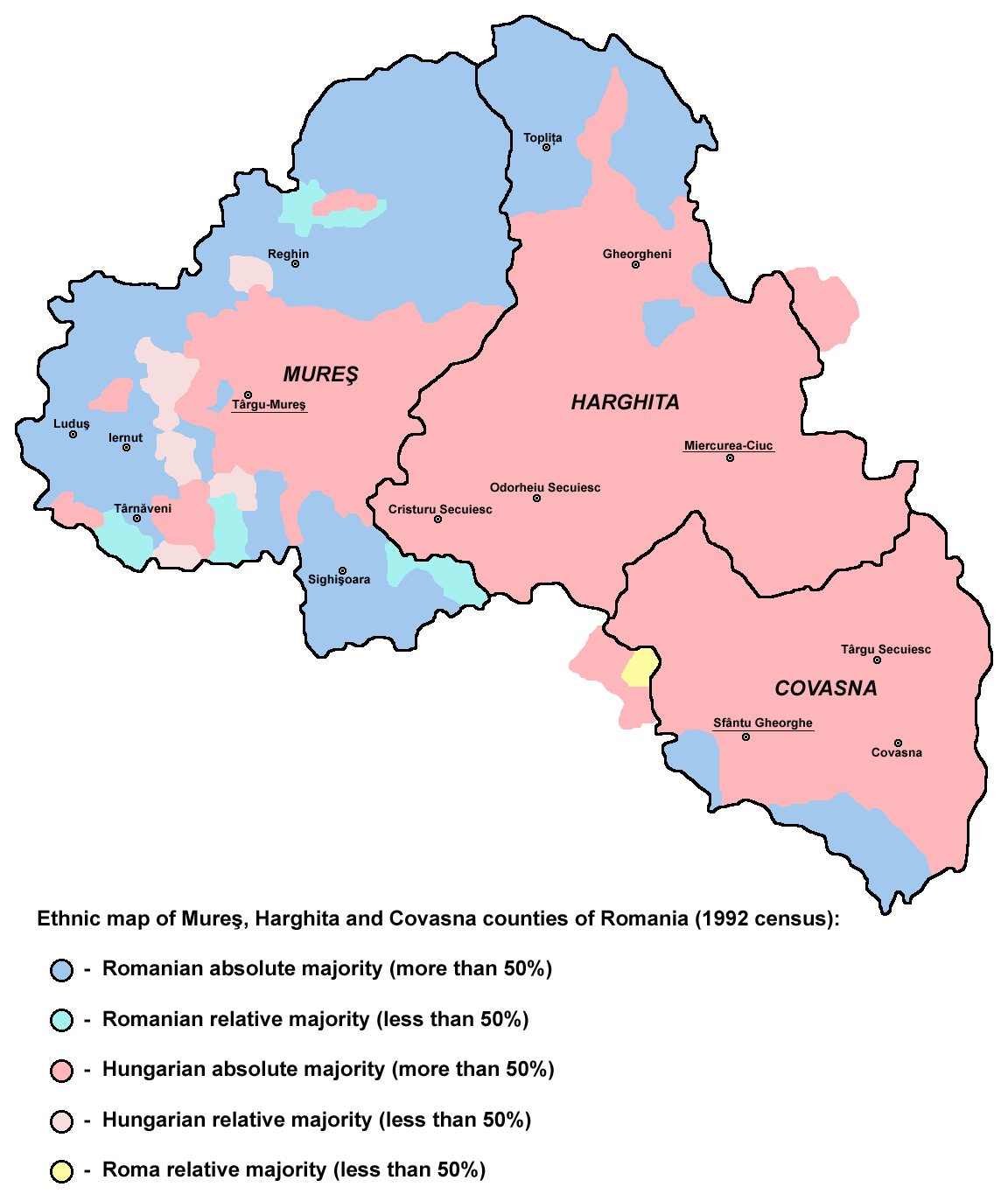
A székelyföldi megyék etnikai térképe (1992)
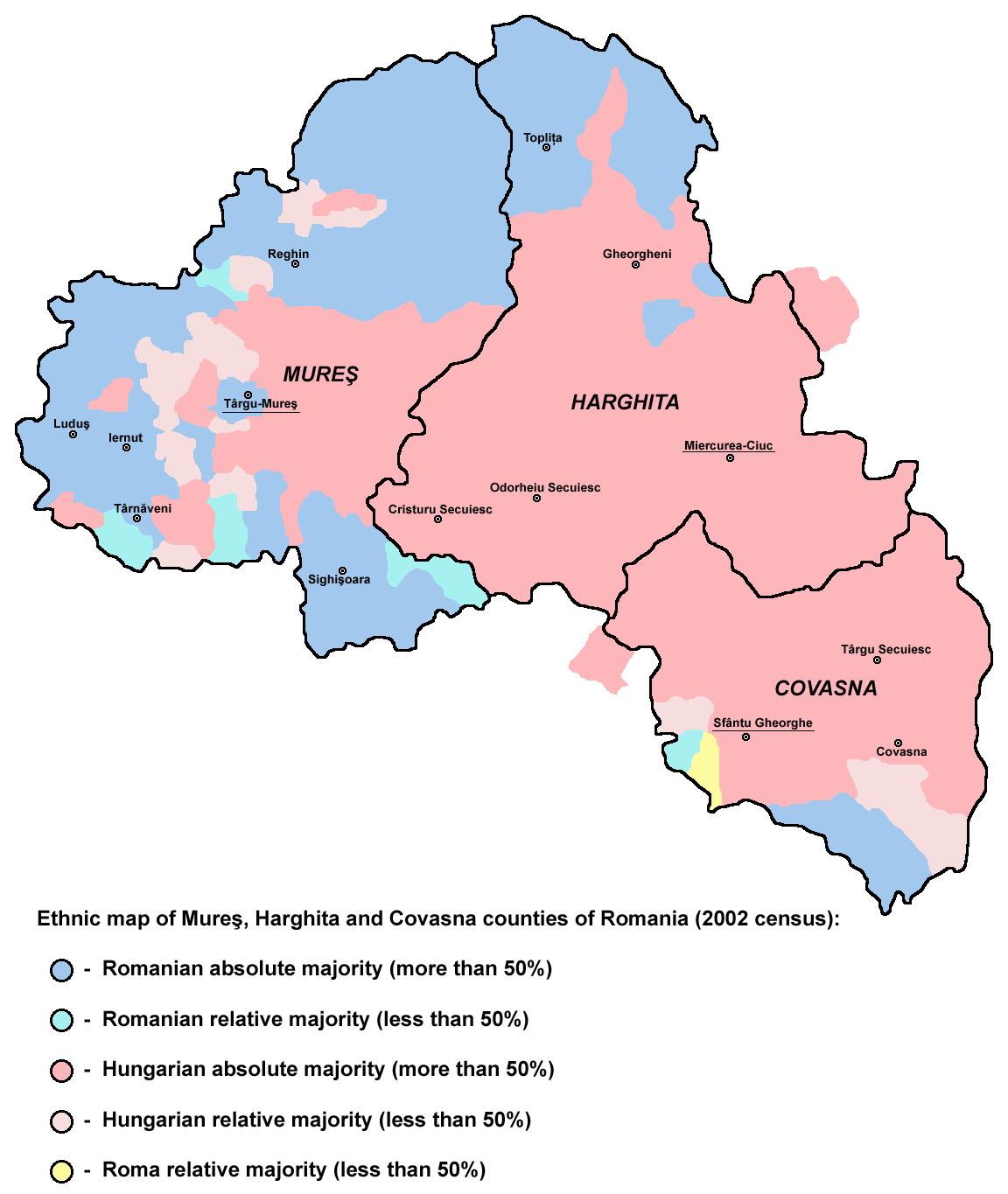
A székelyföldi megyék etnikai térképe (2002)

## Gazdaság

### Mezőgazdaság
Maros megye mezőgazdasági művelés alatt álló területe 4097 km2, ebből 2227 km2 (54,4%) szántó, 1129 km2 (27,5%) legelő, 631 km2 (15,4%) kaszáló, 62 km2 (1,5%) gyümölcsös és 48 km2 szőlő (1,2%). A legfontosabb termesztett növények: búza, kukorica, rozs, cukorrépa, len, kender, dohány, komló.

### Ipar
Fontosabb iparágak: faipar, élelmiszeripar, textilipar, üveg- és kerámiaipar, építőanyagipar, hangszerkészítés (Szászrégen környékén). Szeben megyével együtt Maros megye szolgáltatja a Romániában kitermelt földgáz 50%-át. Sót is bányásznak.
A megye legnagyobb vállalatai árbevétel alapján 2020-ban: E.ON Energie România Rt (energiaszolgáltatás), Azomureș Rt (vegyipar), Delgaz Grid Rt (energiaszolgáltatás), Pharmafarm Rt (gyógyszer-kereskedelem, Koronka), Romcab Rt (kábelgyártás), Kastamonu România Rt (fafeldolgozás, Szászrégen), Hochland România Kft (tejfeldolgozás, Segesvár), Bio Eel Kft (gyógyszeripar), Materom Kft (autóalkatrész-kereskedelem, Maroskeresztúr), Sandoz Kft (gyógyszeripar). Az alkalmazottak száma alapján jelentős cégek még a GST Safety Textiles RO Kft (légzsákok gyártása, Fehéregyháza), Hirschmann Automotive TM Kft (autóipar, Kerelő), Artemob International Kft (bútorgyártás, Szováta).

## Látnivalók
A turisták körében legnépszerűbb helyek: Segesvár történelmi központja (a világörökség része), Marosvásárhely régi központja és állatkertje, Szováta üdülőtelep, a szászkézdi erődtemplom, a gernyeszegi Teleki-kastély, a marosvécsi Kemény-kastély.
A természeti látványosságok közül megemlíthető a Kelemen-havasok (Isten széke, Felső-Maros-áttörés), Görgényi-havasok, Medve-tó, Bözödi-tó, a mezőzáhi bazsarózsa-rezervátum, a Görgényszentimre melletti Mocsár-erdő évszázados tölgyfa-rezervátum. 
A megyén áthalad a Via Transilvanica hosszútávú turistaút, valamint a Mária-út kelet-nyugati fő ága.
A turisták számát tekintve Maros megye a 10. Romániában (2023-as adat, abban az évben 473350 személy érkezett hivatalos szálláshelyekre). Ugyancsak 2023-ban 59484 külföldi turista érkezett a megyébe, ezzel a 7. helyen volt a romániai megyék között.

## Közlekedés
A megye legfontosabb főútjai az E60-as és az E578-as európai út, ezen kívül a DN15, DN13A, DN15E országutak. A jelenleg építés alatt álló A3-as autópálya a megye középső és déli részén fog haladni a Marosludas-Radnót-Nyárádtő-Segesvár útvonalon. 2024-ig elkészült a nyugati megyehatártól a Marosvásárhelyig tartó szakasz, valamint tervezés-építés alatt áll az A8-as autópálya a Nyárádtő-Nyárádszereda-Szováta nyomvonalon. Az A3-as autópálya további építése déli irányba Ákosfalvától Segesvár, majd Fogaras felé jelenleg a hosszabb távú tervek között sem szerepel.
A legfontosabb vasútvonalak a 300-as és a 400-as fővonalak, valamint a Maros völgyében haladó 405-ös mellékvonal (Marosludas-Marosvásárhely-Szászrégen-Déda). Normál nyomtávú vonalak vannak még a Kis-Küküllő völgyében (307-es mellékvonal, Dicsőszentmárton-Balavásár-Szováta), valamint a Mezőségen keresztül (406-os mellékvonal, Marosludas-Nagysármás). Ezen a két vonalon a CFR már nem, csak magán vasúttársaságok üzemeltetnek járatokat. Az 1990-es évekig számos keskeny nyomtávú szakasz is üzemelt (Marosvásárhely-Nyárádszereda-Szováta, Marosvásárhely-Mezőbánd-Mezőméhes, Mezőbánd-Mezőkirályfalva), ezek közül jelenleg csak Szováta és Vármező között van időszakosan turisztikai célú forgalom.
Marosvásárhelytől 12 kilométerre délkeletre található a repülőtér (Vidrátszeg határában). 2004-től komoly előrelépések történtek a repülőtér nemzetközivé tételére. 2006-tól közvetlen járatot indított a Malév, illetve a Wizz Air is. 2007 novemberében azonban a Wizz Air váratlanul megszüntette marosvásárhelyi járatait és átköltöztette Kolozsvárra. Sajtóközleményükben az állt, hogy a kolozsvári repülőtér infrastruktúrája jobb. Végül 2008. május 15-étől ismét visszaköltöztette budapesti járatait. Sajtóközleménye szerint: „A Wizz Air 2006 júliusában indította el első járatait Marosvásárhelyről, majd 2007 novemberében erdélyi üzemelését Kolozsvárra költöztette. A tapasztalat azt bizonyította, hogy bár a kolozsvári üzemelés összességében sikeres, a Budapest és Erdély közötti forgalom jelentős része Marosvásárhelyre irányul.” A 2020-2024 közötti időszakban a következő városokba voltak közvetlen járatok: Budapest, Dortmund, London (Luton), Memmingen, Antalya, Gurdaka, Iráklio (az utolsó 3 helyszínre charterjáratok, a pontos lista évente változhat).

## Politika

### A megyei tanács
A megyei tanácsot 34 tanácsos alkotja., akiket a helyhatósági választásokon választ meg a megye lakossága. A tanács elnöke 2004-2012 között Lokodi Edit Emőke volt, az RMDSZ színeiben, illetve 2012-től Ciprian Dobre a Szociál-Liberális Szövetség színeiben, akitől 2016-ban Péter Ferenc (RMDSZ) vette át a posztot.
A táblázatok a 2020-as választások eredményeit mutatja:
|  | Párt  | Mandátumok | Jelenlegi megyei tanács összetétel | Jelenlegi megyei tanács összetétel | Jelenlegi megyei tanács összetétel | Jelenlegi megyei tanács összetétel | Jelenlegi megyei tanács összetétel | Jelenlegi megyei tanács összetétel | Jelenlegi megyei tanács összetétel | Jelenlegi megyei tanács összetétel | Jelenlegi megyei tanács összetétel | Jelenlegi megyei tanács összetétel | Jelenlegi megyei tanács összetétel | Jelenlegi megyei tanács összetétel | Jelenlegi megyei tanács összetétel | Jelenlegi megyei tanács összetétel | Jelenlegi megyei tanács összetétel | Jelenlegi megyei tanács összetétel |
|  | ----- | ---------- | ---------------------------------- | ---------------------------------- | ---------------------------------- | ---------------------------------- | ---------------------------------- | ---------------------------------- | ---------------------------------- | ---------------------------------- | ---------------------------------- | ---------------------------------- | ---------------------------------- | ---------------------------------- | ---------------------------------- | ---------------------------------- | ---------------------------------- | ---------------------------------- |
|  | RMDSZ | 16         |                                    |                                    |                                    |                                    |                                    |                                    |                                    |                                    |                                    |                                    |                                    |                                    |                                    |                                    |                                    |                                    |
|  | PNL   | 9          |                                    |                                    |                                    |                                    |                                    |                                    |                                    |                                    |                                    |                                    |                                    |                                    |                                    |                                    |                                    |                                    |
|  | PSD   | 7          |                                    |                                    |                                    |                                    |                                    |                                    |                                    |                                    |                                    |                                    |                                    |                                    |                                    |                                    |                                    |                                    |
|  | PMP   | 2          |                                    |                                    |                                    |                                    |                                    |                                    |                                    |                                    |                                    |                                    |                                    |                                    |                                    |                                    |                                    |                                    |

### EP választások (2019)
A Maros megyei legutóbbi EP választások eredményei:
- RMDSZ: 32,99%
- PNL: 22,37%
- PSD: 13,13%
- USR-PLUS: 16,73%
- PRO: 4,4%
- ALDE: 2,5%

## Címere

### 20. század eleje
Az Osztrák–Magyar Monarchiában Maros-Torda vármegye foglalta magába a mai Maros megye területének nagy részét (nem létezett Maros nevezetű vármegye). Az új megye első címerét, a trianoni békediktátum után, 1921-ben létrehozott, települések nevével és ezek címereivel foglalkozó bizottság hozta létre. Viszont ez a címer a vármegye címerében található almafát, az arany almákkal ábrázolta.

### Szocializmus
A megye címere 1970. július 25-én változott meg ténylegesen. Egy teljesen új címert fogadott el az akkori megyei tanács, a szocialista hatalom felhivására.
A szocialista címer egy pajzsból áll, amely két részre van osztva. A kék hátterű részen a marosvásárhelyi Közigazgatási Palota emelkedik ki. A három kék csík a Marost, Küküllőt és a Nyárádot szimbolizálja. A piros hátterű rész pedig a megye gazdaságát ábrázolja. A nagy feszültségű villanyoszlop a radnóti és a gyulakutai hőerőművekre utal. A pajzs közepén pedig a szocialista Románia címere látható.

### Jelen
Maros megye jelenlegi címerét 1998. október 15-étől használják hivatalosan.
A címer négy negyedre osztott pajzsból áll. Az első negyed a marosfelfalusi történelmi leletekre utal, egy ún. paszományos fibulával, míg a második a történelmi épületekre és erődítményekre. A mérleg a társadalmi igazságszolgáltatás szimbóluma, utalás a lakosok kiegyensúlyozottságára és megfontoltságára, ugyanakkor pedig emlékeztet a kereskedelem szerepére a térségben. A címerben szereplő ezüstös csíkok a megye vízállományának gazdagságát, valamint a Maros, Kis-Küküllő és Nyárád folyókat jelképezik.

Maros-Torda vármegye címere
Maros megye első címere
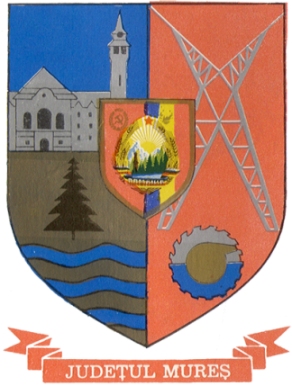
Maros megye szocialista címere
Maros megye jelenlegi címere

## Települések
Városok:
- Marosvásárhely a megye központja, régi vásárváros. A középkorban a székelyföldi Marosszékhez tartozott, mielőtt Bethlen Gábor szabad királyi várossá nyilvánította. Manapság középiskolái, több egyetem, kulturális rendezvények, a középkori vár, a rohammentő szolgálat (SMURD), ipari létesítmények hirdetik nevét.
- Szászrégen A Görgény-völgye és a Mezőség határán lévő megyei jogú város a Maros bal partján. Szászrégen és Magyarrégen egyesüléséből jött létre 1926-ban. A középkorban Torda vármegyéhez tartozott. Híres a hangszergyára és a történelmi városközpontja.
- Segesvár Nagy-Küküllő partján fekvő megyei jogú város. A középkorban a szász univerzitás része volt. Középkori vára fontos turisztikai központ.
- Dicsőszentmárton a Kis-Küküllő mente központi települése. A középkorban Küküllővár birtokának része volt, mint vásártér. Ma ipari központ, környéke neves szőlőtermő vidék.
- Marosludas
- Szováta
- Radnót
- Nyárádtő
- Nyárádszereda
- Erdőszentgyörgy
- Nagysármás

Községek: lásd Maros megye községeinek listája.